# Diplodactylus ameyi
Espèce
Statut de conservation UICN

LC : Préoccupation mineure
Diplodactylus ameyi est une espèce de geckos de la famille des Diplodactylidae.

## Répartition
Ces geckos se rencontrent en Australie de l'Est dans le Sud-Ouest du Queensland et le Nord-Ouest du New South Wales sur les sols arides de la savane semi-désertique et des forêts peu denses.

## Description
Il a une taille d'environ 60 mm et une queue bulbeuse qui est plus large que sa tête.

## Étymologie
Cette espèce a été nommée en l'honneur du Dr Andrew Amey, herpétologue australien.